# Municipio de Kłobuck
Kłobuck es un municipio (gmina) urbano-rural del distrito de Kłobuck, en el voivodato de Silesia (Polonia). Su sede administrativa es la localidad de Kłobuck, ubicada a unos 75 kilómetros al norte de Katowice, la capital del voivodato. En 2011, según la Oficina Central de Estadística polaca, el municipio cubría una superficie de 130,01 km² y tenía una población de 20 467 habitantes, 13 085 en la localidad de Kłobuck y 7382 en el área rural del municipio.